# تاکافومی سوزوکی
تاکافومی سوزوکی (انگلیسی: Takafumi Suzuki؛ زادهٔ ۱۷ نوامبر ۱۹۸۷) بازیکن فوتبال اهل ژاپن است.